# جام حذفی فوتبال انگلستان
جام حذفی فوتبال انگلیس (به انگلیسی: The Football Association Challenge Cup) که بیشتر با نام اختصاری آن اف‌ای کاپ (FA Cup) شناخته می‌شود، یک تورنمنت فوتبال تک‌حذفی در انگلیس است که توسط اتحادیه فوتبال برگزار می‌شود و قدیمی‌ترین جام فوتبال به‌شمار می‌آید. از سال ۱۹۷۰ یک تورنومنت همزمان با جام حذفی مردان برای بانوان نیز برگزار می‌شود.
جام جام حذفی که از سال ۱۸۷۱ میلادی تاکنون به‌طور منظم هر سال برگزار شده (به‌جز در زمان دو جنگ جهانی)، قدیمی‌ترین مسابقات فوتبالی‌ است که کماکان به حیات خود ادامه می‌دهد.
قهرمان اف ای کاپ حق شرکت در مسابقات لیگ اروپا (جام یوفا) را پیدا می‌کند اما در صورتی که آن تیم برای لیگ قهرمانان اروپا انتخاب شده باشد، سهمیه جام یوفا به بهترین تیم لیگ برتر می‌رسد. پیش از فصل ۲۰۰۹–۲۰۱۰ تیم نایب قهرمان به جام یوفا میرفت.

## تیم‌ها
همه باشگاه‌های انگلستان (۸۰۰ تیم) در این مسابقات شرکت می‌کنند. در سال‌های دور تیم‌های فوتبال ایرلند، اسکاتلند و ولز نیز امکان حضور در این رقابت‌ها را داشتند، اما در حال حاضر به جز ۶ تیم فوتبال ولزی حاضر در لیگ فوتبال انگلیس، تمام باشگاه‌های دیگر در خاک انگلیس قرار دارند.
شرکت سایر تیم‌ها در این مسابقات منوط به حضور در یک لیگ قابل قبول و داشتن یک ورزشگاه مناسب از نظر اتحادیه فوتبال است.

## میزبان

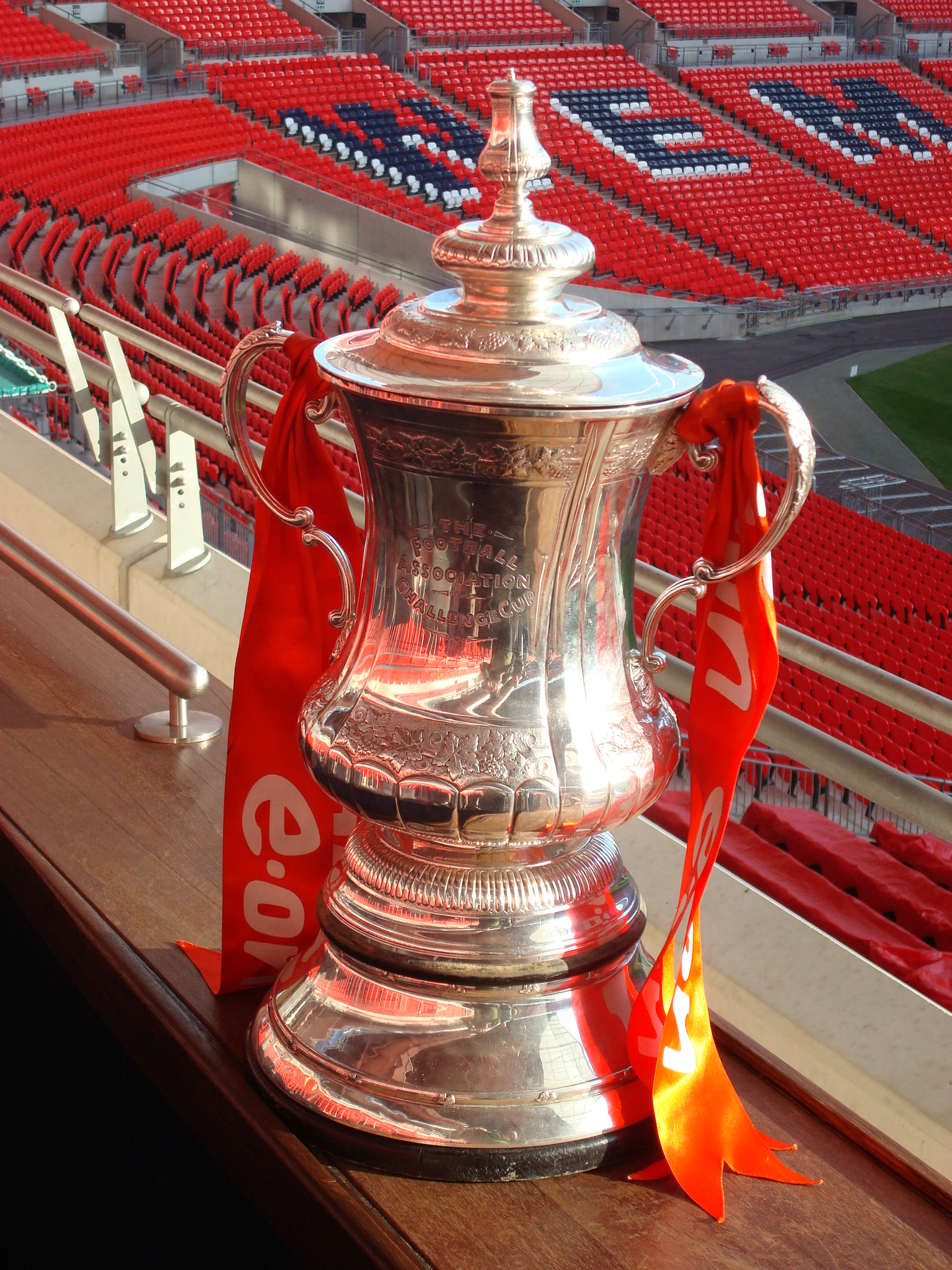
نمایی از جام اف ای کاپ

بازی‌های اف‌ای کاپ به صورت تک‌حذفی و در زمین یکی از دو تیم برگزار می‌شود. میزبان مسابقه با قرعه‌کشی انتخاب می‌شود و در صورت تساوی بازی مجدد در زمین تیمی که بازی اول را در خارج از خانه انجام داده، برگزار می‌شود. در صورت تساوی بازی دوم، نتیجه رقابت در وقت اضافه و ضربات پنالتی مشخص می‌شود.
ورزشگاه ومبلی در لندن میزبان سنتی فینال جام حذفی بوده‌است. در دوران بازسازی ومبلی بین سال‌های ۲۰۰۱ تا ۲۰۰۶ بازی‌های فینال در ورزشگاه میلنیوم در کاردیف انجام می‌شد. فینال مسابقات از فصل ۲۰۰۷ و نیمه نهایی از فصل ۲۰۰۸ دوباره به ورزشگاه ومبلی بازگشت.

## قهرمانان
۲۴ تیم مختلف تاکنون جام حذفی فوتبال را به خانه برده‌اند و ۴۳ تیم نیز در دیدار فینال حاضر بوده‌اند. آرسنال با ۱۴ قهرمانی پر افتخارترین تیم این جام است و پس از آن منچستر یونایتد با ۱۳ قهرمانی، چلسی، تاتنهام هاتسپر و لیورپول با ۸ قهرمانی،استون ویلا  و منچستر سیتی با ۷ قهرمانی بیشترین تعداد قهرمانی در این مسابقات را دارند.
تاکنون ۸ بار تیم‌هایی خارج از دسته اول فوتبال انگلیس (لیگ برتر فعلی) قهرمان جام حذفی شده‌اند. باشگاه ناتس کانتی در سال ۱۸۹۴ برای نخستین بار این کار را انجام داد و وستهام یونایتد در ۱۹۸۰ با پیروزی در فینال بر آرسنال آخرین آن‌ها بود.
در سال ۱۹۰۱ تاتنهام هاتسپر نخستین و تنها تیم خارج از لیگ فوتبال انگلیس شد که به قهرمانی این مسابقات می‌رسد. لیگ فوتبال انگلیس در آن زمان در دو دسته ۱۸ تیمی برگزار می‌شد و تاتنهام در آن هنگام در لیگ جنوبی بازی می‌کرد (معادل لیگ یک یا دستهٔ سوم فعلی) و تا سال ۱۹۰۸ نتوانست به لیگ فوتبال صعود کند.
ولورهمپتون در ۱۹۰۸، بارنزلی در ۱۹۱۲، وست برومویچ آلبیون در ۱۹۳۱، ساندرلند در ۱۹۷۳ و ساوت‌همپتون در ۱۹۷۶ سایر تیم‌هایی بوده‌اند که در هنگام حضور در دسته پائین‌تر قهرمان این مسابقات شده‌اند.
مسابقات جام حذفی در سال ۲۰۰۸ نیز اولین دوره‌ای بود که ۳ تیم از ۴ تیم مرحله نیمه‌نهایی آن (بارنزلی، کاردیف سیتی و وست برومویچ) در دسته پائین‌تر توپ می‌زدند. هرچند قهرمانی به تیم لیگ برتری پورتسموث رسید.

## نتایج بر پایه باشگاه
تیم‌هایی که خط خورده‌اند، دیگر وجود ندارند. بعلاوه، کویینز پارک پس از قانونگذاری اتحادیه فوتبال اسکاتلند در سال ۱۸۸۷، دیگر واجد شرایط ورود به جام حذفی نبود.
نتایج بر اساس تیم
| باشگاه                 | قهرمانی | اولین قهرمانی | آخرین قهرمانی | نایب قهرمانی | آخرین نایب قهرمانی | حضور در فینال |
| ---------------------- | ------- | ------------- | ------------- | ------------ | ------------------ | ------------- |
| آرسنال                 | ۱۴      | ۱۹۳۰          | ۲۰۲۰          | ۷            | ۲۰۰۱               | ۲۱            |
| منچستر یونایتد         | ۱۳      | ۱۹۰۹          | ۲۰۲۴          | ۸            | ۲۰۲۳               | ۲۱            |
| چلسی                   | ۸       | ۱۹۷۰          | ۲۰۱۸          | ۸            | ۲۰۲۱               | ۱۶            |
| لیورپول                | ۸       | ۱۹۶۵          | ۲۰۲۲          | ۷            | ۲۰۱۲               | ۱۵            |
| تاتنهام هاتسپر         | ۸       | ۱۹۰۱          | ۱۹۹۱          | ۱            | ۱۹۸۷               | ۹             |
| منچستر سیتی            | ۷       | ۱۹۰۴          | ۲۰۲۳          | ۷            | ۲۰۲۵               | ۱۴            |
| استون ویلا             | ۷       | ۱۸۸۷          | ۱۹۵۷          | ۳            | ۲۰۰۰               | ۱۰            |
| نیوکاسل یونایتد        | ۶       | ۱۹۱۰          | ۱۹۵۵          | ۷            | ۱۹۹۹               | ۱۳            |
| بلکبرن راورز           | ۶       | ۱۸۸۴          | ۱۹۲۸          | ۲            | ۱۹۶۰               | ۸             |
| اورتون                 | ۵       | ۱۹۰۶          | ۱۹۹۵          | ۸            | ۲۰۰۹               | ۱۳            |
| وست برومویچ آلبیون     | ۵       | ۱۸۸۸          | ۱۹۶۸          | ۵            | ۱۹۳۵               | ۱۰            |
| واندررز                | ۵       | ۱۸۷۲          | ۱۸۷۸          | ۰            |                    | ۵             |
| ولورهمپتون واندررز     | ۴       | ۱۸۹۳          | ۱۹۶۰          | ۴            | ۱۹۳۹               | ۸             |
| بولتون                 | ۴       | ۱۹۲۳          | ۱۹۵۸          | ۳            | ۱۹۵۳               | ۷             |
| شفیلد یونایتد          | ۴       | ۱۸۹۹          | ۱۹۲۵          | ۲            | ۱۹۳۶               | ۶             |
| شفیلد ونزدی[الف]       | ۳       | ۱۸۹۶          | ۱۹۳۵          | ۳            | ۱۹۹۳               | ۶             |
| وستهام یونایتد         | ۳       | ۱۹۶۴          | ۱۹۸۰          | ۲            | ۲۰۰۶               | ۵             |
| پرستون نورث‌اند         | ۲       | ۱۸۸۹          | ۱۹۳۸          | ۵            | ۱۹۶۴               | ۷             |
| اولد اتونیانس          | ۲       | ۱۸۷۹          | ۱۸۸۲          | ۴            | ۱۸۸۳               | ۶             |
| پورتسموث               | ۲       | ۱۹۳۹          | ۲۰۰۸          | ۳            | ۲۰۱۰               | ۵             |
| ساندرلند               | ۲       | ۱۹۳۷          | ۱۹۷۳          | ۲            | ۱۹۹۲               | ۴             |
| ناتینگهام فارست        | ۲       | ۱۸۹۸          | ۱۹۵۹          | ۱            | ۱۹۹۱               | ۳             |
| بری                    | ۲       | ۱۹۰۰          | ۱۹۰۳          | ۰            |                    | ۲             |
| هادرسفیلد تاون         | ۱       | ۱۹۲۲          | ۱۹۲۲          | ۴            | ۱۹۳۸               | ۵             |
| لستر سیتی              | ۱       | ۲۰۲۱          | ۲۰۲۱          | ۴            | ۱۹۶۹               | ۵             |
| رویال انجینیرز         | ۱       | ۱۸۷۵          | ۱۸۷۵          | ۳            | ۱۸۷۸               | ۴             |
| دانشگاه آکسفورد        | ۱       | ۱۸۷۴          | ۱۸۷۴          | ۳            | ۱۸۸۰               | ۴             |
| دربی کانتی             | ۱       | ۱۹۴۶          | ۱۹۴۶          | ۳            | ۱۹۰۳               | ۴             |
| لیدز یونایتد           | ۱       | ۱۹۷۲          | ۱۹۷۲          | ۳            | ۱۹۷۳               | ۴             |
| ساوت‌همپتون             | ۱       | ۱۹۷۶          | ۱۹۷۶          | ۳            | ۲۰۰۳               | ۴             |
| بلکپول                 | ۱       | ۱۹۵۳          | ۱۹۵۳          | ۲            | ۱۹۵۱               | ۳             |
| بارنلی                 | ۱       | ۱۹۱۴          | ۱۹۱۴          | ۲            | ۱۹۶۲               | ۳             |
| کاردیف سیتی            | ۱       | ۱۹۲۷          | ۱۹۲۷          | ۲            | ۲۰۰۸               | ۳             |
| کریستال پالاس          | ۱       | ۲۰۲۵          | ۲۰۲۵          | ۲            | ۲۰۱۶               | ۲             |
| چارلتون اتلتیک         | ۱       | ۱۹۴۷          | ۱۹۴۷          | ۱            | ۱۹۴۶               | ۲             |
| بارنزلی                | ۱       | ۱۹۱۲          | ۱۹۱۲          | ۱            | ۱۹۱۰               | ۲             |
| نوتس کانتی             | ۱       | ۱۸۹۴          | ۱۸۹۴          | ۱            | ۱۸۹۱               | ۲             |
| کلافام روورز           | ۱       | ۱۸۸۰          | ۱۸۸۰          | ۱            | ۱۸۷۹               | ۲             |
| ویمبلدون[ب]            | ۱       | ۱۹۸۸          | ۱۹۸۸          | ۰            |                    | ۱             |
| کاونتری سیتی           | ۱       | ۱۹۸۷          | ۱۹۸۷          | ۰            |                    | ۱             |
| ایپسوییچ تاون          | ۱       | ۱۹۷۸          | ۱۹۷۸          | ۰            |                    | ۱             |
| برادفورد سیتی          | ۱       | ۱۹۱۱          | ۱۹۱۱          | ۰            |                    | ۱             |
| المپیک بلکبرن          | ۱       | ۱۸۸۳          | ۱۸۸۳          | ۰            |                    | ۱             |
| اولد کارتوسیانس        | ۱       | ۱۸۸۱          | ۱۸۸۱          | ۰            |                    | ۱             |
| بیرمنگام سیتی          | ۰       |               |               | ۲            | ۱۹۵۶               | ۲             |
| کویینز پارک            | ۰       | ۱۸۸۵          |               | ۲            |                    | ۲             |
| واتفورد                | ۰       | ۲۰۱۹          |               | ۲            |                    | ۲             |
| استوک سیتی             | ۰       | ۱             | ۲۰۱۱          | ۱            |                    |               |
| میلوال                 | ۰       | ۱             | ۲۰۰۴          | ۱            |                    |               |
| میدلزبورو              | ۰       | ۱             | ۱۹۹۷          | ۱            |                    |               |
| برایتون اند هوو آلبیون | ۰       | ۱             | ۱۹۸۳          | ۱            |                    |               |
| کویینز پارک رنجرز      | ۰       | ۱             | ۱۹۸۲          | ۱            |                    |               |
| فولهام                 | ۰       | ۱             | ۱۹۷۵          | ۱            |                    |               |
| لوتون تاون             | ۰       | ۱             | ۱۹۵۹          | ۱            |                    |               |
| بریستول سیتی           | ۰       | ۱             | ۱۹۰۹          | ۱            |                    |               |

یادداشت:
1. ^ الف: مجموع عملکرد این تیم تحت نام قبلی خود دِ ونزدی، دو قهرمانی و یک نایب قهرمانی است
2. ^ ب: ویمبلدون در سال ۲۰۰۴ از جنوب لندن به میلتون کینز انتقال یافت و این باشگاه به عنوان میلتون کینز دونز تغییر نام داد، اما باشگاه فعلی معتقد است که در سال ۲۰۰۴ تاسیس شده و ادعایی برای تاریخ یا افتخارات ویمبلدون (از جمله قهرمانی در جام حذفی) ندارد.